# Jacques Ibert
Jacques Ibert (Párizs, 1890. augusztus 15. – Párizs, 1962. február 5.) francia zeneszerző.

## Élete és művei
Párizsban élt, és 1909-ben került a Conservatoire-ba, ahol Émile Pessard, André Gedalge és Paul Vidal vezetésével folytatott tanulmányokat. Az első világháború idején a haditengerészetnél szolgált, majd leszerelése után elnyerte a Római Díjat. A Medici villában írta a Readingi fegyház balladája és az Escales című darabjait. 1927-ben Párizsban mutatták be első, Angélique című operáját. Ezt hat színpadi műve követte. 1937-ben a Római Akadémia igazgatójává nevezték ki. (Először fordult elő a történelemben, hogy zenész töltötte be a hivatalt.)
A második világháború után megosztotta a tevékenységét Párizs és Róma között. Később lemondott római hivataláról, és elvállalta a két párizsi opera egyesített vezetését. 1950-ben egy időre az Amerikai Egyesült Államokba ment, ahol a Berkshire Music Center zeneszerzési mesteriskoláját irányította. Két utolsó zenekari művét is amerikai kérésre készítette el. 1962-ben hunyt el 71 éves korában.
Stílusát a világosság, szellemesség, ragyogó hangszerelés és a virtuóz technika jellemzi.